# Museo Arqueológico de Bursa
El Museo Arqueológico de Bursa (en turco Bursa Arkeoloji Müzesi) es uno de los museos arqueológicos de Turquía. Está ubicado en la ciudad de Bursa, situada en la provincia de su mismo nombre.

## Historia
El museo se creó en 1904 o, según otras fuentes, en 1902, en una antigua escuela de secundaria. En 1930 se trasladó a la madrasa Yeşil. En 1972 la sección arqueológica del museo se trasladó a un nuevo edificio que se construyó en el parque cultural de Bursa. Tras un periodo de reformas, el museo se reabrió en 2013.

## Colecciones
El museo contiene una colección de objetos arqueológicos de las antiguas regiones de Bitinia y Misia que abarca periodos comprendidos entre el Paleolítico y el Imperio bizantino.
La exposición está dividida en varias salas: una de ellas alberga los objetos arqueológicos del Paleolítico —que proceden de la cueva Şahinkaya—, Neolítico, Calcolítico, Edad del Bronce, —que incluye hallazgos pertenecientes a las colonias asirias y al imperio hitita—, el reino de Urartu, el protogeométrico y el reino de Frigia. Las excavaciones del montículo de Aktopraklık proporcionan algunos de los hallazgos de estos periodos. 
Otra sala alberga objetos de piedra, mármol y bronce, como estatuas, estelas funerarias, sarcófagos, elementos arquitectónicos Destacan las estatuas de Apolo y Atenea de época romana procedentes de la antigua ciudad de Miletúpolis.
Otra de las salas contiene obras comprendidas entre el periodo arcaico y el imperio bizantino que proceden del entorno de Bursa, que incluyen piezas procedentes de las antiguas ciudades de Miletúpolis y Antandro, así como de la necrópolis de Ahmetler y de un túmulo de Bursa. Entre los objetos hay vasijas de cerámica, piezas de vidrio y de metal, adornos, juguetes, instrumentos médicos, sellos y monedas.
Otra sala alberga los hallazgos del túmulo de Üç Pınar. Aquí se hallan objetos del periodo de dominación persa (siglos VI-IV a. C), como varias estelas funerarias y otras piezas relacionadas con carros de guerra. Es destacada por su singularidad una estela funeraria greco-persa que procede de la satrapía que tenía su centro principal en Dascilio.
|                       |
| Vasijas prehistóricas |

|                                       |
| Reconstrucción del túmulo de Üç Pınar |

|                                                    |
| Vasija procedente de la antigua ciudad de Antandro |

|                 |
| Busto de Atenea |